# Frederik Fetterlein
Frederik Fetterlein (* 11. Juli 1970 in Glostrup, Region Hovedstaden) ist ein ehemaliger dänischer Tennisspieler.

## Leben
Fetterlein gewann 1988 zusammen mit Nicklas Kulti sein erstes Turnier auf der ATP Challenger Tour. In den folgenden Jahren spielte er erfolgreich auf der Challenger- sowie der Satellite Tour, wo er jeweils mehrere Turniersiege erringen konnte. 1991 gewann er sein erstes Spiel auf der ATP Tour, dort konnte er sich jedoch nie entscheidend durchsetzen. Seinen größten Erfolg auf der ATP Tour feierte er 1997 an der Seite von Kenneth Carlsen, als er das Doppelfinale des Hallenturniers von Kopenhagen erreichte. Seine höchste Notierung in der Tennisweltrangliste erreichte er 1995 mit Position 75 im Einzel. Bei Grand-Slam-Turnieren kam er nie über die zweite Runde hinaus.
Fetterlein spielte zwischen 1989 und 2003 35 Einzel- sowie 13 Doppelpartien für die dänische Davis-Cup-Mannschaft. Es gelangen ihm dabei Einzelsiege gegen Goran Ivanišević und Stefan Edberg. Sein letztes Profimatch bestritt er im Rahmen des Davis Cup 2003 im September in der Begegnung Dänemark gegen Südafrika in Bronby.
Er trat bei den Olympischen Sommerspielen 1992 sowie bei den Olympischen Sommerspielen 1996 für Dänemark an. An der Seite von Kenneth Carlsen schied er jeweils in der ersten Runde der Doppelkonkurrenz aus. 1996 erreichte er nach einem Sieg über Jacco Eltingh die zweite Runde, unterlag dort jedoch Marc Rosset.

## Erfolge
| Legende                       |
| Grand Slam                    |
| Tennis Masters Cup            |
| ATP Masters Series            |
| ATP International Series Gold |
| ATP International Series      |

### Doppel

#### Finalteilnahmen
| Nr. | Datum         | Turnier    | Belag       | Finalgegner     | Ergebnis |
| --- | ------------- | ---------- | ----------- | --------------- | -------- |
| 1.  | 16. März 1997 | Kopenhagen | Teppich (i) | Kenneth Carlsen | 4:6, 2:6 |